# 14094 Garneau
14094 Garneau este un asteroid din centura principală de asteroizi.

## Descriere
14094 Garneau este un asteroid din centura principală de asteroizi. A fost descoperit pe 28 iulie 1997 la Kitt Peak National Observatory în cadrul proiectului Spacewatch. Asteroidul prezintă o orbită caracterizată de o semiaxă mare de 2,91 ua, o excentricitate de 0,05 și o înclinație de 3,1° în raport cu ecliptica.